# Réserve forestière de Boin Tano
La réserve forestière de Boin Tano est une réserve naturelle située dans la région occidentale du Ghana. Il a été créé en 1968. Ce site, d'une superficie de 129 km2 (50 mi2), est riche à la fois en espèces fauniques et floristiques.

## Faune et flore
La réserve forestière de Boin Tano est située à seulement cinq degrés au nord de l'équateur et à environ 50 kilomètres (31 mi) au nord du golfe de Guinée dans l'océan Atlantique, ce qui lui confère un climat chaud et humide. Les prairies mêlées de maquis et de forêts dominent la réserve. Des centaines d'espèces différentes vivent dans cette zone protégée et ses limites. 
| Espèces                                      | Classe    | Ordre        | Famille          | Genre           | Pop. | Statut |
| -------------------------------------------- | --------- | ------------ | ---------------- | --------------- | ---- | ------ |
| Aba roundleaf bat (en)                       | Mammifère | Chiroptera   | Hipposideridae   | Hipposideros    | —    | LC     |
| Abo bat (en)                                 | Mammifère | Chiroptera   | Vespertilionidae | Glauconycteris  | —    | LC     |
| Atherurus africanus                          | Mammifère | Rodentia     | Hystricidae      | Atherurus       | —    | LC     |
| Buffle d'Afrique                             | Mammifère | Artiodactyla | Bovidae          | Syncerus        | —    | LC     |
| Éléphant de savane d'Afrique                 | Mammifère | Proboscidea  | Elephantidae     | Loxodonta       | —    | VU     |
| Civettictis civetta                          | Mammifère | Carnivora    | Viverridae       | Civettictis     | —    | LC     |
| Loutre à joues blanches                      | Mammifère | Carnivora    | Mustelidae       | Aonyx           | —    | LC     |
| Sclerophrys regularis                        | Amphibia  | Anura        | Bufonidae        | Amietophrynus   | —    | LC     |
| Chiromantis rufescens                        | Amphibia  | Anura        | Rhacophoridae    | Chiromantis     | —    | LC     |
| Protoxerus                                   | Mammifère | Rodentia     | Sciuridae        | Protoxerus      | —    | LC     |
| Chat doré d'Afrique                          | Mammifère | Carnivora    | Felidae          | Profelis        | —    | NT     |
| Nandinie                                     | Mammifère | Carnivora    | Nandiniidae      | Nandinia        | —    | LC     |
| Pangolin à petites écailles                  | Mammifère | Pholidota    | Manidae          | Manis           | —    | NT     |
| African yellow bat (en)                      | Mammifère | Chiroptera   | Vespertilionidae | Scotophilus     | —    | LC     |
| Phrynobatrachus latifrons                    | Amphibia  | Anura        | Petropedetidae   | Phrynobatrachus | —    | LC     |
| Allen's wood mouse (en)                      | Mammifère | Rodentia     | Muridae          | Hylomyscus      | —    | LC     |
| Sclerophrys maculata                         | Amphibia  | Anura        | Bufonidae        | Amietophrynus   | —    | LC     |
| Arthroleptis variabilis                      | Amphibia  | Anura        | Arthroleptidae   | Arthroleptis    | —    | LC     |
| Aubria subsigillata                          | Amphibia  | Anura        | Pyxicephalidae   | Aubria          | —    | LC     |
| Baer's Hylomyscus (en)                       | Mammifère | Rodentia     | Muridae          | Hylomyscus      | —    | EN     |
| Banana pipistrelle (en)                      | Mammifère | Chiroptera   | Vespertilionidae | Neoromicia      | —    | LC     |
| Bate's slit-faced bat (en)                   | Mammifère | Chiroptera   | Nycteridae       | Nycteris        | —    | LC     |
| Cephalophus dorsalis                         | Mammifère | Artiodactyla | Bovidae          | Cephalophus     | —    | LC     |
| Beatrix's bat (en)                           | Mammifère | Chiroptera   | Vespertilionidae | Glauconycteris  | —    | LC     |
| Anomalurus beecrofti                         | Mammifère | Rodentia     | Anomaluridae     | Anomalurus      | —    | LC     |
| Benito roundleaf bat (en)                    | Mammifère | Chiroptera   | Hipposideridae   | Hipposideros    | —    | LC     |
| Leptopelis vermiculatus                      | Amphibia  | Anura        | Hyperoliidae     | Leptopelis      | —    | VU     |
| Black duiker                                 | Mammifère | Artiodactyla | Bovidae          | Cephalophus     | —    | LC     |
| Hyperolius bobirensis                        | Amphibia  | Anura        | Hyperoliidae     | Hyperolius      | —    | EN     |
| Bongo                                        | Mammifère | Artiodactyla | Bovidae          | Tragelaphus     | —    | NT     |
| Phrynobatrachus calcaratus                   | Amphibia  | Anura        | Petropedetidae   | Phrynobatrachus | —    | LC     |
| Ptychadena mossambica                        | Amphibia  | Anura        | Ptychadenidae    | Ptychadena      | —    | LC     |
| Afrixalus dorsalis                           | Amphibia  | Anura        | Hyperoliidae     | Afrixalus       | —    | LC     |
| Buettikofer's epauletted fruit bat (en)      | Mammifère | Chiroptera   | Pteropodidae     | Epomops         | —    | LC     |
| Guib harnaché                                | Mammifère | Artiodactyla | Bovidae          | Tragelaphus     | —    | LC     |
| Mone de Campbell                             | Mammifère | Primates     | Cercopithecidae  | Cercopithecus   | —    | LC     |
| Rat des marais de Cansdale                   | Mammifère | Rodentia     | Muridae          | Malacomys       | —    | LC     |
| Cardioglossa leucomystax                     | Amphibia  | Anura        | Arthroleptidae   | Cardioglossa    | —    | LC     |
| Phrynobatrachus gutturosus                   | Amphibia  | Anura        | Petropedetidae   | Phrynobatrachus | —    | LC     |
| Pan troglodytes                              | Mammifère | Primates     | Hominidae        | Pan             | —    | EN     |
| Climbing shrew (en)                          | Mammifère | Soricomorpha | Soricidae        | Suncus          | —    | LC     |
| Phrynobatrachus plicatus                     | Amphibia  | Anura        | Petropedetidae   | Phrynobatrachus | —    | LC     |
| Mangouste brune                              | Mammifère | Carnivora    | Herpestidae      | Crossarchus     | —    | LC     |
| Crab-eating mongoose (en)                    | Mammifère | Carnivora    | Herpestidae      | Herpestes       | —    | LC     |
| Hystrix cristata                             | Mammifère | Rodentia     | Hystricidae      | Hystrix         | —    | LC     |
| Crosse's shrew (en)                          | Mammifère | Soricomorpha | Soricidae        | Crocidura       | —    | LC     |
| Hoplobatrachus occipitalis                   | Amphibia  | Anura        | Dicroglossidae   | Hoplobatrachus  | —    | LC     |
| Cyclops roundleaf bat (en)                   | Mammifère | Chiroptera   | Hipposideridae   | Hipposideros    | —    | LC     |
| Defua rat (en)                               | Mammifère | Rodentia     | Muridae          | Dephomys        | —    | LC     |
| Galagoides demidoff                          | Mammifère | Primates     | Galagidae        | Galagoides      | —    | LC     |
| Cercopithèque diane                          | Mammifère | Primates     | Cercopithecidae  | Cercopithecus   | —    | VU     |
| Hyperolius guttulatus                        | Amphibia  | Anura        | Hyperoliidae     | Hyperolius      | —    | LC     |
| Dwarf free-tailed bat (en)                   | Mammifère | Chiroptera   | Molossidae       | Mops            | —    | LC     |
| Dwarf slit-faced bat (en)                    | Mammifère | Chiroptera   | Nycteridae       | Nycteris        | —    | LC     |
| Edward's swamp rat (en)                      | Mammifère | Rodentia     | Muridae          | Malacomys       | —    | LC     |
| Herpestes ichneumon                          | Mammifère | Carnivora    | Herpestidae      | Herpestes       | —    | LC     |
| Funisciurus pyrropus                         | Mammifère | Rodentia     | Sciuridae        | Funisciurus     | —    | LC     |
| Hylochoerus meinertzhageni                   | Mammifère | Artiodactyla | Suidae           | Hylochoerus     | —    | LC     |
| Epomops franqueti                            | Mammifère | Chiroptera   | Pteropodidae     | Epomops         | —    | LC     |
| Fraser's musk shrew (en)                     | Mammifère | Soricomorpha | Soricidae        | Crocidura       | —    | LC     |
| Gambian epauletted fruit bat (en)            | Mammifère | Chiroptera   | Pteropodidae     | Epomophorus     | —    | LC     |
| Gambian mongoose (en)                        | Mammifère | Carnivora    | Herpestidae      | Mungos          | —    | LC     |
| Gambian slit-faced bat (en)                  | Mammifère | Chiroptera   | Nycteridae       | Nycteris        | —    | LC     |
| Geotrypetes seraphini                        | Amphibia  | Gymnophiona  | Dermophiidae     | Geotrypetes     | —    | LC     |
| Pangolin géant                               | Mammifère | Pholidota    | Manidae          | Manis           | —    | NT     |
| Cricetomys                                   | Mammifère | Rodentia     | Nesomyidae       | Cricetomys      | —    | LC     |
| Macronycteris gigas                          | Mammifère | Chiroptera   | Hipposideridae   | Hipposideros    | —    | LC     |
| Graphiurus nagtglasii                        | Mammifère | Rodentia     | Gliridae         | Graphiurus      | —    | LC     |
| Thryonomys swinderianus                      | Mammifère | Rodentia     | Thryonomyidae    | Thryonomys      | —    | LC     |
| Green bush squirrel (en)                     | Mammifère | Rodentia     | Sciuridae        | Paraxerus       | —    | LC     |
| Guinea multimammate mouse (en)               | Mammifère | Rodentia     | Muridae          | Mastomys        | —    | LC     |
| Hemisus guineensis                           | Amphibia  | Anura        | Hemisotidae      | Hemisus         | —    | LC     |
| Guinean Arvicanthis (en)                     | Mammifère | Rodentia     | Muridae          | Arvicanthis     | —    | LC     |
| Hairy slit-faced bat (en)                    | Mammifère | Chiroptera   | Nycteridae       | Nycteris        | —    | LC     |
| Halcyon horseshoe bat (en)                   | Mammifère | Chiroptera   | Rhinolophidae    | Rhinolophus     | —    | LC     |
| Hypsignathus monstrosus                      | Mammifère | Chiroptera   | Pteropodidae     | Hypsignathus    | —    | LC     |
| Ratel                                        | Mammifère | Carnivora    | Mustelidae       | Mellivora       | —    | LC     |
| Rat noir                                     | Mammifère | Rodentia     | Muridae          | Rattus          | —    | LC     |
| Amnirana albolabris                          | Amphibia  | Anura        | Ranidae          | Hylarana        | —    | LC     |
| Amnirana occidentalis                        | Amphibia  | Anura        | Ranidae          | Hylarana        | —    | EN     |
| Hyperolius concolor                          | Amphibia  | Anura        | Hyperoliidae     | Hyperolius      | —    | LC     |
| Hyperolius igbettensis                       | Amphibia  | Anura        | Hyperoliidae     | Hyperolius      | —    | LC     |
| Hyperolius picturatus                        | Amphibia  | Anura        | Hyperoliidae     | Hyperolius      | —    | LC     |
| Intermediate slit-faced bat (en)             | Mammifère | Chiroptera   | Nycteridae       | Nycteris        | —    | NT     |
| Kassina arboricola                           | Amphibia  | Anura        | Hyperoliidae     | Kassina         | —    | VU     |
| Genetta johnstoni                            | Mammifère | Carnivora    | Viverridae       | Genetta         | —    | VU     |
| Genetta poensis                              | Mammifère | Carnivora    | Viverridae       | Genetta         | —    | DD     |
| Lander's horseshoe bat (en)                  | Mammifère | Chiroptera   | Rhinolophidae    | Rhinolophus     | —    | LC     |
| Large slit-faced bat (en)                    | Mammifère | Chiroptera   | Nycteridae       | Nycteris        | —    | LC     |
| Large-eared slit-faced bat (en)              | Mammifère | Chiroptera   | Nycteridae       | Nycteris        | —    | LC     |
| Leopard                                      | Mammifère | Carnivora    | Felidae          | Panthera        | —    | NT     |
| Leptopelis occidentalis                      | Amphibia  | Anura        | Hyperoliidae     | Leptopelis      | —    | NT     |
| Leptopelis spiritusnoctis                    | Amphibia  | Anura        | Hyperoliidae     | Leptopelis      | —    | LC     |
| Cercopithecus petaurista                     | Mammifère | Primates     | Cercopithecidae  | Cercopithecus   | —    | LC     |
| Lesser woolly bat (en)                       | Mammifère | Chiroptera   | Vespertilionidae | Kerivoula       | —    | LC     |
| Hyperolius fusciventris                      | Amphibia  | Anura        | Hyperoliidae     | Hyperolius      | —    | LC     |
| Myonycteris torquata                         | Mammifère | Chiroptera   | Pteropodidae     | Myonycteris     | —    | LC     |
| Idiurus macrotis                             | Mammifère | Rodentia     | Anomaluridae     | Idiurus         | —    | LC     |
| Anomalurus derbianus                         | Mammifère | Rodentia     | Anomaluridae     | Anomalurus      | —    | LC     |
| Graphiurus lorraineus                        | Mammifère | Rodentia     | Gliridae         | Graphiurus      | —    | LC     |
| Atilax paludinosus                           | Mammifère | Carnivora    | Herpestidae      | Atilax          | —    | LC     |
| Ptychadena mascareniensis                    | Amphibia  | Anura        | Ptychadenidae    | Ptychadena      | —    | LC     |
| Philantomba maxwellii                        | Mammifère | Artiodactyla | Bovidae          | Philantomba     | —    | LC     |
| Mimetillus moloneyi                          | Mammifère | Chiroptera   | Vespertilionidae | Mimetillus      | —    | LC     |
| Mouselike pipistrelle (en)                   | Mammifère | Chiroptera   | Vespertilionidae | Hypsugo         | —    | DD     |
| Mus musculoides (en)                         | Mammifère | Rodentia     | Muridae          | Mus             | —    | LC     |
| Mastomys natalensis                          | Mammifère | Rodentia     | Muridae          | Mastomys        | —    | LC     |
| Noack's roundleaf bat (en)                   | Mammifère | Chiroptera   | Hipposideridae   | Hipposideros    | —    | LC     |
| Nut-colored yellow bat (en)                  | Mammifère | Chiroptera   | Vespertilionidae | Scotophilus     | —    | LC     |
| Cephalophus ogilbyi                          | Mammifère | Artiodactyla | Bovidae          | Cephalophus     | —    | LC     |
| Procolobus verus                             | Mammifère | Primates     | Cercopithecidae  | Procolobus      | —    | NT     |
| Olivier's shrew (en)                         | Mammifère | Soricomorpha | Soricidae        | Crocidura       | —    | LC     |
| Anomalurus pelii                             | Mammifère | Rodentia     | Anomaluridae     | Anomalurus      | —    | DD     |
| Pel's pouched bat (en)                       | Mammifère | Chiroptera   | Emballonuridae   | Saccolaimus     | —    | NT     |
| Micropteropus pusillus                       | Mammifère | Chiroptera   | Pteropodidae     | Micropteropus   | —    | LC     |
| Peters's mouse (en)                          | Mammifère | Rodentia     | Muridae          | Mus             | —    | LC     |
| Phrynobatrachus alleni                       | Amphibia  | Anura        | Petropedetidae   | Phrynobatrachus | —    | NT     |
| Phrynobatrachus ghanensis                    | Amphibia  | Anura        | Petropedetidae   | Phrynobatrachus | —    | EN     |
| Phrynobatrachus liberiensis                  | Amphibia  | Anura        | Petropedetidae   | Phrynobatrachus | —    | NT     |
| Phrynobatrachus tokba                        | Amphibia  | Anura        | Petropedetidae   | Phrynobatrachus | —    | LC     |
| Phrynobatrachus villiersi                    | Amphibia  | Anura        | Petropedetidae   | Phrynobatrachus | —    | VU     |
| Pohle's fruit bat (en)                       | Mammifère | Chiroptera   | Pteropodidae     | Scotonycteris   | —    | VU     |
| Perodicticus                                 | Mammifère | Primates     | Lorisidae        | Perodicticus    | —    | LC     |
| Ptychadena longirostris                      | Amphibia  | Anura        | Ranidae          | Ptychadena      | —    | LC     |
| Ptychadena pumilio                           | Amphibia  | Anura        | Ranidae          | Ptychadena      | —    | LC     |
| Ptychadena superciliaris                     | Amphibia  | Anura        | Ranidae          | Ptychadena      | —    | NT     |
| Railer bat (en)                              | Mammifère | Chiroptera   | Molossidae       | Mops            | —    | LC     |
| Potamochoerus porcus                         | Mammifère | Artiodactyla | Suidae           | Potamochoerus   | —    | LC     |
| Phrynobatrachus annulatus                    | Amphibia  | Anura        | Petropedetidae   | Phrynobatrachus | —    | EN     |
| Cercopithecus roloway                        | Mammifère | Primates     | Cercopithecidae  | Cercopithecus   | —    | EN     |
| Neotragus pygmaeus                           | Mammifère | Artiodactyla | Bovidae          | Neotragus       | —    | LC     |
| Russet free-tailed bat (en)                  | Mammifère | Chiroptera   | Molossidae       | Chaerephon      | —    | NT     |
| Rusty-bellied brush-furred rat (en)          | Mammifère | Rodentia     | Muridae          | Lophuromys      | —    | LC     |
| Hyperolius laurenti                          | Amphibia  | Anura        | Hyperoliidae     | Hyperolius      | —    | VU     |
| Shining thicket rat (en)                     | Mammifère | Rodentia     | Muridae          | Grammomys       | —    | LC     |
| Sierra Leone free-tailed bat (en)            | Mammifère | Chiroptera   | Molossidae       | Mops            | —    | LC     |
| Mangouste rouge                              | Mammifère | Carnivora    | Herpestidae      | Galerella       | —    | LC     |
| Slender-tailed squirrel (en)                 | Mammifère | Rodentia     | Sciuridae        | Protoxerus      | —    | DD     |
| Small sun squirrel (en)                      | Mammifère | Rodentia     | Sciuridae        | Heliosciurus    | —    | DD     |
| Sooty roundleaf bat (en)                     | Mammifère | Chiroptera   | Hipposideridae   | Hipposideros    | —    | NT     |
| Loutre à cou tacheté                         | Mammifère | Carnivora    | Mustelidae       | Hydrictis       | —    | LC     |
| Spurrell's free-tailed bat (en)              | Mammifère | Chiroptera   | Molossidae       | Mops            | —    | LC     |
| Spurrell's woolly bat (en)                   | Mammifère | Chiroptera   | Vespertilionidae | Kerivoula       | —    | LC     |
| Eidolon helvum                               | Mammifère | Chiroptera   | Pteropodidae     | Eidolon         | —    | NT     |
| Hyperolius viridigulosus                     | Amphibia  | Anura        | Hyperoliidae     | Hyperolius      | —    | VU     |
| Xerus erythropus                             | Mammifère | Rodentia     | Sciuridae        | Xerus           | —    | LC     |
| Sundevall's roundleaf bat (en)               | Mammifère | Chiroptera   | Hipposideridae   | Hipposideros    | —    | LC     |
| Temminck's striped mouse (en)                | Mammifère | Rodentia     | Muridae          | Hybomys         | —    | LC     |
| Therese's shrew (en)                         | Mammifère | Soricomorpha | Soricidae        | Crocidura       | —    | LC     |
| Galagoides thomasi                           | Mammifère | Primates     | Galagidae        | Galago          | —    | LC     |
| Tiny pipistrelle (en)                        | Mammifère | Chiroptera   | Vespertilionidae | Pipistrellus    | —    | LC     |
| Sclerophrys togoensis                        | Amphibia  | Anura        | Bufonidae        | Amietophrynus   | —    | NT     |
| Trevor's free-tailed bat (en)                | Mammifère | Chiroptera   | Molossidae       | Mops            | —    | VU     |
| Xenopus tropicalis                           | Amphibia  | Anura        | Pipidae          | Xenopus         | —    | LC     |
| Tullberg's Tullberg's soft-furred mouse (en) | Mammifère | Rodentia     | Muridae          | Praomys         | —    | LC     |
| Lemniscomys striatus                         | Mammifère | Rodentia     | Muridae          | Lemniscomys     | —    | LC     |
| Nanonycteris veldkampi                       | Mammifère | Chiroptera   | Pteropodidae     | Nanonycteris    | —    | LC     |
| Ptychadena aequiplicata                      | Amphibia  | Anura        | Ranidae          | Ptychadena      | —    | LC     |
| Chevrotain aquatique                         | Mammifère | Artiodactyla | Tragulidae       | Hyemoschus      | —    | LC     |
| Genetta tigrina                              | Mammifère | Carnivora    | Viverridae       | Genetta         | —    | LC     |
| Crocidura muricauda (en)                     | Mammifère | Soricomorpha | Soricidae        | Crocidura       | —    | LC     |
| West African Praomys (en)                    | Mammifère | Rodentia     | Muridae          | Praomys         | —    | LC     |
| West African pygmy shrew (en)                | Mammifère | Soricomorpha | Soricidae        | Crocidura       | —    | LC     |
| Piliocolobus badius                          | Mammifère | Primates     | Cercopithecidae  | Procolobus      | —    | EN     |
| West African shaggy rat (en)                 | Mammifère | Rodentia     | Muridae          | Dasymys         | —    | LC     |
| Epixerus ebii                                | Mammifère | Rodentia     | Sciuridae        | Epixerus        | —    | LC     |
| Western tree hyrax (en)                      | Mammifère | Hyracoidea   | Procaviidae      | Dendrohyrax     | —    | LC     |
| Ichneumia albicauda                          | Mammifère | Carnivora    | Herpestidae      | Ichneumia       | —    | LC     |
| Colobus vellerosus                           | Mammifère | Primates     | Cercopithecidae  | Colobus         | —    | VU     |
| White-winged serotine (en)                   | Mammifère | Chiroptera   | Vespertilionidae | Neoromicia      | —    | LC     |
| Megaloglossus woermanni                      | Mammifère | Chiroptera   | Pteropodidae     | Megaloglossus   | —    | LC     |
| Cephalophus silvicultor                      | Mammifère | Artiodactyla | Bovidae          | Cephalophus     | —    | LC     |
| Lavia frons                                  | Mammifère | Chiroptera   | Megadermatidae   | Lavia           | —    | LC     |
| Zenker's fruit bat (en)                      | Mammifère | Chiroptera   | Pteropodidae     | Scotonycteris   | —    | LC     |

Critères d'état de conservation
Les étiquettes suivantes sont utilisées pour mettre en évidence l'état de conservation de chaque espèce tel qu'évalué par l'UICN. 
| Étiqueter | Statut                  | Description | Catégorie        |
| --------- | ----------------------- | --- | ---------------- |
| EX        | Éteint                  | Aucun individu connu restant. | Éteint           |
| EW        | Éteint à l'état sauvage | Connu uniquement pour survivre en captivité ou en tant que population naturalisée en dehors de son aire de répartition historique.                     | Éteint           |
| CR        | Danger critique         | Risque extrêmement élevé d'extinction à l'état sauvage.                                                                                                | Menacé           |
| EN        | En voie de disparition  | Risque élevé d'extinction à l'état sauvage. | Menacé           |
| VU        | Vulnérable              | Risque élevé de mise en danger dans la nature. | Menacé           |
| NT        | Quasi menacée           | Susceptible de devenir en voie de disparition dans un proche avenir.                                                                                   | À moindre risque |
| LC        | Préoccupation mineure   | Risque le plus faible. Ne se qualifie pas pour une catégorie de risque plus élevée. Les taxons répandus et abondants sont inclus dans cette catégorie. | À moindre risque |
| DD        | Données insuffisantes   | Pas assez de données pour faire une évaluation de son risque d'extinction.                                                                             | Autre            |
| NE        | non évalué              | N'a pas encore été évalué par rapport aux critères. | Autre            |